# UK R&B Chart
The Official UK R&B Chart (hay Top 40 RnB Singles, Top 40 RnB Albums, UK Urban Chart) là tên gọi bảng xếp hạng âm nhạc thể loại R&B/Hip hop tại Vương quốc Liên hiệp Anh và Bắc Ireland. Bảng xếp hạng gồm 40 vị trí, do The Official Charts Company biên soạn.
Bảng xếp hạng không được phát trên sóng phát thanh mà được thông báo hàng tuần trên website của BBC Radio 1 và các ấn bản ChartsPlus và Music Week. UK R&B Chart cũng được thường xuyên phát trên các kênh âm nhạc như Kiss, Viva UK, MTV Base và MTV Hits. Một bảng xếp hạng album R&B cũng được biên soạn và phát hành qua website của BBC Radio 1.